# José Luis Caminero
José Luis Pérez Caminero (Madrid, 8 novembre 1967) è un dirigente sportivo ed ex calciatore spagnolo, di ruolo centrocampista.
Durante la permanenza all'Atlético Madrid nella stagione 1995-1996 venne premiato "giocatore spagnolo dell'anno" dalla rivista Don Balón.

## Biografia
Il regista Pedro Almodóvar nel film Carne trémula del 1997 ha inserito uno spezzone dove si vede un eccezionale dribbling di Caminero ai danni dell'allora difensore del Barcellona Miguel Ángel Nadal.

## Carriera
Inizia la sua carriera nel Castilla, la squadra B del Real Madrid, ma esordisce da professionista con la maglia del Real Valladolid, dove gioca per quattro stagioni mettendosi in luce, tanto che nel 1993 viene acquistato dal forte Atlético Madrid e ottiene la convocazione da parte della nazionale spagnola.
Il periodo all'Atlético Madrid è il più brillante della sua carriera: nel 1996 vince sia Primera División che Coppa del Re, ed è una pedina fondamentale della Spagna ai Mondiali del 1994 ed agli Europei del 1996.
Proprio ai Mondiali del 1994 nei quarti di finale contro l'Italia realizza la rete del momentaneo pareggio, ma alla fine gli iberici si dovranno arrendere ad una giocata di Roberto Baggio.
Termina la sua carriera nel Real Valladolid, la squadra che lo aveva lanciato come professionista, dove arriva a giocare addirittura come difensore centrale.

## Statistiche

### Cronologia presenze e reti in nazionale
| Cronologia completa delle presenze e delle reti in nazionale ― Spagna | Cronologia completa delle presenze e delle reti in nazionale ― Spagna | Cronologia completa delle presenze e delle reti in nazionale ― Spagna | Cronologia completa delle presenze e delle reti in nazionale ― Spagna | Cronologia completa delle presenze e delle reti in nazionale ― Spagna | Cronologia completa delle presenze e delle reti in nazionale ― Spagna | Cronologia completa delle presenze e delle reti in nazionale ― Spagna | Cronologia completa delle presenze e delle reti in nazionale ― Spagna |
| Data                                                                  | Città                                                                 | In casa                                                               | Risultato                                                             | Ospiti                                                                | Competizione                                                          | Reti                                                                  | Note                                                                  |
| --------------------------------------------------------------------- | --------------------------------------------------------------------- | --------------------------------------------------------------------- | --------------------------------------------------------------------- | --------------------------------------------------------------------- | --------------------------------------------------------------------- | --------------------------------------------------------------------- | --------------------------------------------------------------------- |
| 8-9-1993                                                              | Alicante                                                              | Spagna                                                                | 2 – 0                                                                 | Cile                                                                  | Amichevole                                                            | -                                                                     | 46’                                                                   |
| 22-9-1993                                                             | Tirana                                                                | Albania                                                               | 1 – 5                                                                 | Spagna                                                                | Qual. Mondiali 1994                                                   | 1                                                                     |                                                                       |
| 13-10-1993                                                            | Dublino                                                               | Irlanda                                                               | 1 – 3                                                                 | Spagna                                                                | Qual. Mondiali 1994                                                   | 1                                                                     | 31’                                                                   |
| 10-6-1994                                                             | Montréal                                                              | Canada                                                                | 0 – 2                                                                 | Spagna                                                                | Amichevole                                                            | -                                                                     | 57’                                                                   |
| 17-6-1994                                                             | Dallas                                                                | Corea del Sud                                                         | 2 – 2                                                                 | Spagna                                                                | Mondiali 1994 - 1º turno                                              | -                                                                     | 46’                                                                   |
| 21-6-1994                                                             | Chicago                                                               | Germania                                                              | 1 – 1                                                                 | Spagna                                                                | Mondiali 1994 - 1º turno                                              | -                                                                     | 65’                                                                   |
| 27-6-1994                                                             | Chicago                                                               | Bolivia                                                               | 1 – 3                                                                 | Spagna                                                                | Mondiali 1994 - 1º turno                                              | 2                                                                     | 90’                                                                   |
| 9-7-1994                                                              | Foxborough                                                            | Italia                                                                | 2 – 1                                                                 | Spagna                                                                | Mondiali 1994 - Quarti di finale                                      | 1                                                                     | 19’                                                                   |
| 7-9-1994                                                              | Limassol                                                              | Cipro                                                                 | 1 – 2                                                                 | Spagna                                                                | Qual. Euro 1996                                                       | -                                                                     | 63’                                                                   |
| 12-10-1994                                                            | Skopje                                                                | Macedonia                                                             | 0 – 2                                                                 | Spagna                                                                | Qual. Euro 1996                                                       | -                                                                     |                                                                       |
| 16-11-1994                                                            | Siviglia                                                              | Spagna                                                                | 3 – 0                                                                 | Danimarca                                                             | Qual. Euro                                                            | -                                                                     | 71’                                                                   |
| 22-2-1995                                                             | Jerez de la Frontera                                                  | Spagna                                                                | 0 – 0                                                                 | Germania                                                              | Amichevole                                                            | -                                                                     | 46’                                                                   |
| 7-6-1995                                                              | Siviglia                                                              | Spagna                                                                | 1 – 0                                                                 | Armenia                                                               | Qual. Euro 1996                                                       | -                                                                     | 78’                                                                   |
| 6-9-1995                                                              | Granada                                                               | Spagna                                                                | 6 – 0                                                                 | Cipro                                                                 | Qual. Euro 1996                                                       | 1                                                                     |                                                                       |
| 20-9-1995                                                             | Madrid                                                                | Spagna                                                                | 0 – 0                                                                 | Argentina                                                             | Amichevole                                                            | -                                                                     | 46’                                                                   |
| 11-10-1995                                                            | Copenaghen                                                            | Danimarca                                                             | 1 – 1                                                                 | Spagna                                                                | Qual. Euro 1996                                                       | -                                                                     | 30’                                                                   |
| 15-11-1995                                                            | Elche                                                                 | Spagna                                                                | 3 – 0                                                                 | Macedonia                                                             | Qual. Euro 1996                                                       | 1                                                                     |                                                                       |
| 7-2-1996                                                              | Las Palmas de Gran Canaria                                            | Spagna                                                                | 1 – 0                                                                 | Norvegia                                                              | Amichevole                                                            | -                                                                     | 46’                                                                   |
| 9-6-1996                                                              | Leeds                                                                 | Bulgaria                                                              | 1 – 1                                                                 | Spagna                                                                | Euro 1996 - 1º turno                                                  | -                                                                     | 27’ 82’                                                               |
| 15-6-1996                                                             | Leeds                                                                 | Francia                                                               | 1 – 1                                                                 | Spagna                                                                | Euro 1996 - 1º turno                                                  | 1                                                                     |                                                                       |
| 22-6-1996                                                             | Londra                                                                | Spagna                                                                | 0 – 0 dts (2 – 4 dtr)                                                 | Inghilterra                                                           | Euro 1996 - Quarti di finale                                          | -                                                                     | 46’                                                                   |
| Totale                                                                |                                                                       | Presenze                                                              | 21                                                                    |                                                                       | Reti                                                                  | 8                                                                     |                                                                       |

## Palmarès

### Club
- Campionato spagnolo: 1

Atletico Madrid: 1995-1996
- Coppa di Spagna: 1

Atletico Madrid: 1995-1996